# Aristofonte de Acenia
Aristofonte (en griego antiguo: Ἀριστοφῶν),vivió en el siglo IV a. C. Era nativo del demo de Acenia en Ática. Vivió alrededor y después del final de la guerra del Peloponeso. En el 412 a. C., Aristofonte, Lespodias y Melesias fueron enviados a Esparta como embajadores por el gobierno oligárquico de Los Cuatrocientos.
En el arcontado de Euclides en el año 404 a. C., después de que Atenas fuera liberada de los Treinta Tiranos, Aristofonte propuso una ley que, aunque se decía que era beneficiosa para la república, sin embargo causaba gran inquietud y problemas en muchas familias de Atenas; pues ordenaba que nadie fuera considerado ciudadano de Atenas cuya madre no fuera una mujer nacida libre. También propuso varias otras leyes, por las que adquirió gran popularidad y la plena confianza del pueblo. De su propia declaración se puede deducir que fue acusado 75 veces de haber hecho propuestas ilegales, pero que siempre salió victorioso. Su influencia con el pueblo es más evidente en su acusación de Ifícrates y Timoteo, dos hombres con los que Atenas estaba en deuda. Los acusó en el 354 a. C. de haber aceptado sobornos de los quiotas y los rodios, y el pueblo condenó a Timoteo por la mera afirmación de Aristofonte.
Después de este suceso, pero aún en el año 354 a. C., se presentó en la asamblea para defender la ley de Leptines contra Demóstenes. Este último, que lo menciona a menudo, trata al anciano Aristofonte con gran respeto, y lo considera entre los oradores más elocuentes. Este acontecimiento es el último registro de Aristofonte, y parece haber muerto poco después. Ningún registro de sus obras nos ha llegado.